# Humán 18-as kromoszóma
A 18-as kromoszóma egy a 24-féle humán kromoszóma közül. Egyike a 22 autoszómának.

## A 18-as kromoszóma jellegzetességei
- Bázispárok száma: 76 117 153
- Gének száma: 322
- Ismert funkciójú gének száma: 267
- Pszeudogének száma: 168
- SNP-k (single nucleotide polymorphism = egyszerű nukleotid polimorfizmus) száma: 239 250

## A 18-as kromoszómához kapcsolódó betegségek
Az O.M.I.M rövidítés az Online Mendelian Inheritance in Man, azaz Mendeli öröklődés emberben adatbázis oldalt jelöli, ahol további információ található az adott betegségről, génről.

| Patológia         | Öröklődés | O.M.I.M | Lokusz | Gén | A gén által kódolt fehérje |
| ----------------- | --------- | ------- | ------ | --- | -------------------------- |
| Holoproencephalia |           |         |        |     | TGIF                       |
|                   |           |         |        |     |                            |
|                   |           |         |        |     |                            |
|                   |           |         |        |     |                            |
|                   |           |         |        |     |                            |
|                   |           |         |        |     |                            |

## Lásd még
- Kromoszóma
- Genetikai betegség
- Genetikai betegségek listája